# Petit nyctimène
Nyctimene minutus
Espèce
Répartition géographique
Statut de conservation UICN

 VU B2ab(ii,iii) : Vulnérable
Le Petit nyctimène (Nyctimene minutus) est une espèce de chauve-souris frugivore de la famille des Pteropodidae.
Elle est endémique dans les forêts montagneuses de deux îles indonésiennes, Buru et Céram, dont le parc national de Manusela, mais n'est pas trouvée sur l'île voisine d'Ambon. Son habitat a une superficie de moins de 2 000 km2 et est en baisse en raison de l'exploitation forestière. Pour cette raison, cette espèce est classée comme vulnérable par l'UICN depuis 1996, même si apparemment elle s'adapte bien à l'environnement humain et n'est pas chassée par les autochtones en raison de sa petite taille.